# 볼라웬고원

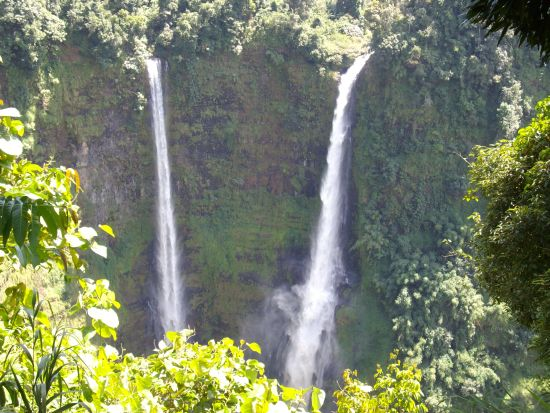
볼라웬고원의 폭포

볼라웬고원은 라오스 남부의 고원이다. 고원 대부분은 참파사크주에 속하며, 고원 경계는 세콩주와 앗타푸주에도 걸쳐 있다. 라오스와 베트남의 국경을 이루는 안남산맥과 서쪽의 메콩강 사이에 위치한다. 고원의 높이는 해발 악 1,000~1,300미터 정도이다.